# Sport-Club Freiburg 2024-2025
Questa voce raccoglie le informazioni riguardanti il Sport-Club Freiburg  nelle competizioni ufficiali della stagione 2024-2025.

## Maglie e sponsor
| Casa | Trasferta | Terza Divisa |

## Rosa
Rosa e numerazione aggiornate al 1º gennaio 2025 
| N. |                     | Ruolo | Calciatore           |
| -- | ------------------- | ----- | -------------------- |
| 1  | Germania (bandiera) | P     | Noah Atubolu         |
| 3  | Austria (bandiera)  | D     | Philipp Lienhart     |
| 4  | Germania (bandiera) | D     | Kenneth Schmidt      |
| 5  | Germania (bandiera) | D     | Manuel Gulde         |
| 6  | Germania (bandiera) | D     | Patrick Osterhage    |
| 7  | Germania (bandiera) | A     | Noah Weißhaupt       |
| 8  | Germania (bandiera) | C     | Maximilian Eggestein |
| 9  | Germania (bandiera) | A     | Lucas Höler          |
| 11 | Ghana (bandiera)    | C     | Daniel-Kofi Kyereh   |
| 17 | Germania (bandiera) | D     | Lukas Kübler         |
| 18 | Turchia (bandiera)  | A     | Eren Dinkçi          |
| 19 | Germania (bandiera) | A     | Jan-Niklas Beste     |
| 20 | Austria (bandiera)  | A     | Junior Adamu         |
| 21 | Germania (bandiera) | P     | Florian Müller       |
| 22 | Ungheria (bandiera) | C     | Roland Sallai        |

| N. |                     | Ruolo | Calciatore                  |
| -- | ------------------- | ----- | --------------------------- |
| 23 | Kosovo (bandiera)   | C     | Florent Muslija             |
| 24 | Germania (bandiera) | P     | Jannik Huth                 |
| 25 | Francia (bandiera)  | D     | Kiliann Sildillia           |
| 26 | Germania (bandiera) | A     | Maximilian Philipp          |
| 27 | Germania (bandiera) | C     | Nicolas Höfler              |
| 28 | Germania (bandiera) | D     | Matthias Ginter             |
| 30 | Germania (bandiera) | D     | Christian Günter (capitano) |
| 32 | Italia (bandiera)   | C     | Vincenzo Grifo              |
| 33 | Francia (bandiera)  | D     | Jordy Makengo               |
| 34 | Germania (bandiera) | C     | Merlin Röhl                 |
| 37 | Germania (bandiera) | D     | Max Rosenfelder             |
| 38 | Austria (bandiera)  | A     | Michael Gregoritsch         |
| 42 | Giappone (bandiera) | C     | Ritsu Dōan                  |
| 43 | Svizzera (bandiera) | D     | Bruno Ogbus                 |
| 44 | Svizzera (bandiera) | C     | Johan Manzambi              |

## Calciomercato

### Sessione estiva[4]
| Acquisti         | Acquisti         | Acquisti         | Acquisti         |
| R.               | Nome             | da               | Modalità         |
| Altre operazioni | Altre operazioni | Altre operazioni | Altre operazioni |
| R.               | Nome             | da               | Modalità         |
| ---------------- | ---------------- | ---------------- | ---------------- |

| Cessioni         | Cessioni         | Cessioni         | Cessioni         |
| R.               | Nome             | da               | Modalità         |
| Altre operazioni | Altre operazioni | Altre operazioni | Altre operazioni |
| R.               | Nome             | da               | Modalità         |
| ---------------- | ---------------- | ---------------- | ---------------- |

### Sessione invernale
| Acquisti         | Acquisti         | Acquisti         | Acquisti         |
| R.               | Nome             | da               | Modalità         |
| Altre operazioni | Altre operazioni | Altre operazioni | Altre operazioni |
| R.               | Nome             | da               | Modalità         |
| ---------------- | ---------------- | ---------------- | ---------------- |

| Cessioni         | Cessioni         | Cessioni         | Cessioni         |
| R.               | Nome             | a                | Modalità         |
| Altre operazioni | Altre operazioni | Altre operazioni | Altre operazioni |
| R.               | Nome             | da               | Modalità         |
| ---------------- | ---------------- | ---------------- | ---------------- |

## Risultati

### Bundesliga

#### Girone di andata
| Arbitro: | Welz (Wiesbaden) |

|                          |           |              |
| Kübler 27’, 61’ Dōan 54’ | Marcatori | 2’ Demirović |

| Arbitro: | Dingert (Thallichtenberg) |

|                     |           |  |
| Kane 38’ Müller 78’ | Marcatori |  |

| Arbitro: | Siebert (Berlino) |

|                |           |           |
| Adamu 58’, 61’ | Marcatori | 45’ Boadu |

| Arbitro: | Brand (Unterspiesheim) |

|  |           |                         |
|  | Marcatori | 54’ Dōan 59’, 65’ Grifo |

| Arbitro: | Gerach (Landau in der Pfalz) |

|  |           |                            |
|  | Marcatori | 12’, 72’ Saad 45’ Afolayan |

| Arbitro: | Welz (Wiesbaden) |

|  |           |          |
|  | Marcatori | 75’ Dōan |

| Arbitro: | Dankert (Rostock) |

|                                     |           |           |
| Grifo 34’ Lienhart 37’ Günter 45+1’ | Marcatori | 65’ Tietz |

| Arbitro: | Jablonski (Brema) |

|                                     |           |          |
| Orbán 47’ Geertruida 58’ Openda 79’ | Marcatori | 15’ Dōan |

| Friburgo in Brisgovia 3 novembre 2024, ore 15:30 CET 9ª giornata | Friburgo               | 0 – 0 referto | Magonza | Europa-Park Stadion (34 400 spett.)\| Arbitro: \| Brand (Unterspiesheim) \| |
| Arbitro:                                                         | Brand (Unterspiesheim) |               |         |                                                                             |

| Berlino 8 novembre 2024, ore 20:30 CET 10ª giornata | Union Berlino       | 0 – 0 referto | Friburgo | Stadion An der Alten Försterei\| Arbitro: \| Reichel (Stoccarda) \| |
| Arbitro:                                            | Reichel (Stoccarda) |               |          |                                                                     |

| Arbitro: | Brych (Monaco di Baviera) |

|                                                     |           |  |
| Beier 7’ F. Nmecha 40’ Brandt 66’ Bynoe-Gittens 77’ | Marcatori |  |

| Arbitro: | Hartmann (Wangen im Allgäu) |

|                         |           |                 |
| Höler 41’, 63’ Dōan 49’ | Marcatori | 61’ Kleindienst |

| Arbitro: | Jablonski (Brema) |

|             |           |            |
| Bischof 73’ | Marcatori | 68’ Ginter |

| Arbitro: | Stegemann (Niederkassel) |

|                                 |           |                       |
| Kübler 42’, 51’ Gregoritsch 61’ | Marcatori | 75’ Wind 83’ Svanberg |

| Arbitro: | Stieler (Amburgo) |

|                                       |           |           |
| Schick 45+1’, 67’, 74’, 77’ Wirtz 51’ | Marcatori | 55’ Grifo |

| Arbitro: | Storks (Velen) |

|                                         |           |                 |
| Remberg 23’ (aut.) Günter 38’ Grifo 74’ | Marcatori | 85’, 90’ Harres |

| Arbitro: | Jablonski (Brema) |

|                                               |           |          |
| Koch 43’ Marmoush 65’ Ekitike 71’ Collins 81’ | Marcatori | 37’ Dōan |

#### Girone di ritorno
| Arbitro: | Zwayer (Berlino) |

|                                                           |           |  |
| Rouault 2’ Demirović 17’ Woltemade 45+5’ (rig.) Undav 80’ | Marcatori |  |

| Arbitro: | Siebert (Berlino) |

|            |           |                  |
| Ginter 68’ | Marcatori | 15’ Kane 54’ Kim |

| Arbitro: | Welz (Wiesbaden) |

|  |           |               |
|  | Marcatori | 34’ Sildillia |

| Arbitro: | Reichel (Stoccarda) |

|           |           |  |
| Grifo 30’ | Marcatori |  |

| Arbitro: | Brand (Unterspiesheim) |

|  |           |                 |
|  | Marcatori | 89’ (aut.) Treu |

| Arbitro: | Burda (Berlino) |

|                                              |           |  |
| Sildillia 15’ Grifo 33’, 57’ Dōan 76’, 90+2’ | Marcatori |  |

| Augusta 2 marzo 2025, ore 17:30 CET 24ª giornata | Augusta           | 0 – 0 referto | Friburgo | WWK Arena (29 651 spett.)\| Arbitro: \| Osmers (Hannover) \| |
| Arbitro:                                         | Osmers (Hannover) |               |          |                                                              |

| Friburgo 8 marzo 2025, ore 15:30 CET 25ª giornata | Friburgo          | 0 – 0 referto | RB Lipsia | Europa-Park Stadion\| Arbitro: \| Jablonski (Brema) \| |
| Arbitro:                                          | Jablonski (Brema) |               |           |                                                        |

| Arbitro: | Brand (Unterspiesheim) |

|                               |           |                            |
| Burkardt 34’ Hanche-Olsen 74’ | Marcatori | 58’ Gregoritsch 79’ Kübler |

| Arbitro: | Storks |

|           |           |                      |
| Höler 29’ | Marcatori | 30’ Khedira 48’ Ilić |

| Arbitro: | Zwayer (Berlino) |

|               |           |                                                      |
| Eggestein 88’ | Marcatori | 34’ Adeyemi 51’ Chukwuemeka 68’ Guirassy 78’ Gittens |

| Arbitro: | Aytekin |

|                   |           |                            |
| Günter 14’ (aut.) | Marcatori | 16’ Osterhage 90’ Manzambi |

| Arbitro: | Stegemann (Niederkassel) |

|                         |           |                             |
| Höler 28’, 57’ Dōan 36’ | Marcatori | 45+2’ Bülter 45+5’ Kramarić |

| Arbitro: | Jablonski (Brema) |

|  |           |                 |
|  | Marcatori | 49’ Rosenfelder |

| Arbitro: | Siebert (Berlino) |

|                                   |           |                     |
| Eggestein 44’ Hincapié 49’ (aut.) | Marcatori | 82’ Wirtz 90+3’ Tah |

| Arbitro: | Schröder (Hannover) |

|               |           |                          |
| Rosenboom 24’ | Marcatori | 45+2’ Manzambi 58’ Höler |

| Arbitro: | Brand (Unterspiesheim) |

|          |           |                                           |
| Dōan 27’ | Marcatori | 45+4’ Knauff 61’ R. Kristensen 63’ Skhiri |

### DFB-Pokal
| Arbitro: | Reichel (Stoccarda) |

|  |           |                                      |
|  | Marcatori | 30’ Höler 33’ Grifo 73’, 90+4’ Adamu |

| Arbitro: | Brych (Monaco di Baviera) |

|                      |           |             |
| Ginter 19’ Grifo 44’ | Marcatori | 51’ Meffert |

| Arbitro: | Willenborg (Osnabrück) |

|                                        |           |                 |
| Lannert 28’ Kania 36’ (rig.) Oppie 81’ | Marcatori | 63’ Gregoritsch |

## Statistiche finali

### Statistiche di squadra
| Competizione      | Punti | In casa | In casa | In casa | In casa | In casa | In casa | In trasferta | In trasferta | In trasferta | In trasferta | In trasferta | In trasferta | Totale | Totale | Totale | Totale | Totale | Totale | DR |
| Competizione      | Punti | G       | V       | N       | P       | Gf      | Gs      | G            | V            | N            | P            | Gf           | Gs           | G      | V      | N      | P      | Gf     | Gs     | DR |
| ----------------- | ----- | ------- | ------- | ------- | ------- | ------- | ------- | ------------ | ------------ | ------------ | ------------ | ------------ | ------------ | ------ | ------ | ------ | ------ | ------ | ------ | -- |
| Bundesliga        | 55    | 17      | 9       | 3       | 5       | 32      | 26      | 17           | 7            | 4            | 6            | 17           | 27           | 34     | 16     | 7      | 11     | 49     | 53     | -4 |
| Coppa di Germania | -     | 1       | 1       | 0       | 0       | 2       | 1       | 2            | 1            | 0            | 1            | 5            | 3            | 3      | 2      | 0      | 1      | 7      | 4      | +3 |
| Totale            | -     | 18      | 10      | 3       | 5       | 34      | 27      | 19           | 8            | 4            | 7            | 22           | 30           | 37     | 18     | 7      | 12     | 56     | 57     | -1 |

### Andamento in campionato
| Giornata  | 1 | 2  | 3 | 4 | 5 | 6 | 7 | 8 | 9 | 10 | 11 | 12 | 13 | 14 | 15 | 16 | 17 | 18 | 19 | 20 | 21 | 22 | 23 | 24 | 25 | 26 | 27 | 28 | 29 | 30 | 31 | 32 | 33 | 34 |
| --------- | - | -- | - | - | - | - | - | - | - | -- | -- | -- | -- | -- | -- | -- | -- | -- | -- | -- | -- | -- | -- | -- | -- | -- | -- | -- | -- | -- | -- | -- | -- | -- |
| Luogo     | C | T  | C | T | C | T | C | T | C | T  | T  | C  | T  | C  | T  | C  | T  | T  | C  | T  | C  | T  | C  | T  | C  | T  | C  | C  | T  | C  | T  | C  | T  | C  |
| Risultato | V | P  | V | V | P | V | V | P | N | N  | P  | V  | N  | V  | P  | V  | P  | P  | P  | V  | V  | V  | V  | N  | N  | N  | P  | P  | V  | V  | V  | N  | V  | P  |
| Posizione | 1 | 10 | 7 | 3 | 7 | 4 | 3 | 5 | 6 | 5  | 7  | 6  | 7  | 5  | 9  | 6  | 8  | 8  | 10 | 9  | 6  | 5  | 4  | 5  | 5  | 6  | 7  | 7  | 6  | 5  | 4  | 4  | 4  | 5  |

Fonte:  Bundesliga - Tabelle, su bundesliga.com.
Legenda:

Luogo: C = Casa; T = Trasferta. Risultato: V = Vittoria; N = Pareggio; P = Sconfitta.